# Vršíček
Vršíček (441 m n. m.) je zalesněný kopec na území obce Litohlavy v okresu Rokycany v Plzeňském kraji. Na vrcholu stojí poutní kaple Navštívení Panny Marie. Při úpatí zřídila Evangelická církev metodistická z bývalé hájenky Terapeutickou komunitu Vršíček.

## Historie

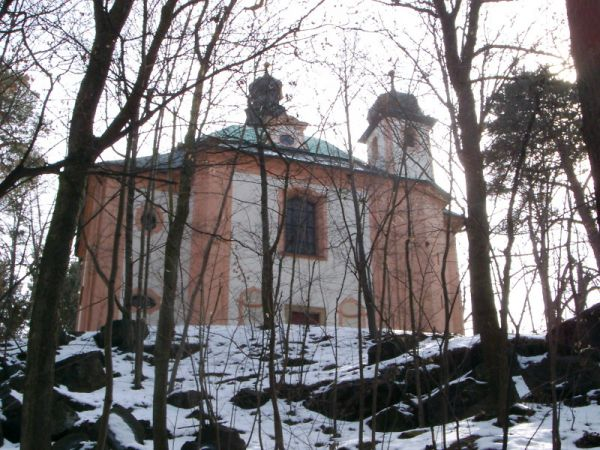
Buližníkový vrchol Vršíčku s poutní kaplí v zimě

Vznik poutní kaple na tzv. Vršku neboli Březové hůrce, pro niž se ujalo pozdější pojmenování Vršíček, je spjat s morovými epidemiemi, které postihly Rokycansko v 17. a 18. století. Velké epidemie, které pustošily České země v letech 1680 a 1689, se Rokycanům vyhnuly.
Při dalším ohrožení v roce 1713 měšťané slíbili, že za ochranu před morem postaví kostel, zasvěcený Panně Marii a svatým Rochovi, Šebestiánovi a Rozálii. Svůj slib ale nedodrželi a když byly Rokycany v roce 1741 postiženy další morovou epidemii, byla tato skutečnost přičtena na vrub nesplněnému slibu. Teprve poté byly vyhlášeny sbírky na výstavbu kostela. Základní kámen poutní kaple byl položen 27. května 1744 a o tři roky později byla kaple slavnostně vysvěcena.
Ve svahu pod kaplí byla zřízena poustevna. V ní přebýval poustevník – člen bratrstva sv. Ivana. Po zrušení církevních řádů, pousteven a klášterů císařem Josefem II. sloužila někdejší poustevna jako domek pro hlídače, který se staral o kostel a o poutníky.

## Dostupnost
Na vrchol odbočuje žlutě značená turistická trasa Březina – Starý Plzenec.